# Werkliste Rachmaninows
Dies ist eine Liste der Werke des russischen Komponisten Sergei Rachmaninow.

## Werkliste mit Opuszahlen
- Op. 1, Klavierkonzert Nr. 1 fis-Moll (1891)
- Op. 2, Zwei Stücke für Violoncello und Klavier (1892)
  - Prélude
  - Danse orientale
- Op. 3, Morceaux de Fantaisie (1892)
  - Nr. 1 Élégie
  - Nr. 2 Prélude cis-Moll
  - Nr. 3 Melodie in E-Dur (auch überarbeitete Version 1940)
  - Nr. 4 Polichinelle
  - Nr. 5 Serenade (auch überarbeitete Version 1940)
- Op. 4, Sechs Lieder mit Klavierbegleitung (1890–93)
  - О, нет, молю, не уходи! „O nein, ich flehe, geh nicht von mir!“ (D. S. Mereschkowski)
  - Утро „Der Morgen“ (M. N. Janow oder M. N. Janowa – nicht näher identifizierbar)
  - В молчаньи ночи тайной „Im Schweigen der heimlichen Nacht“ (A. A. Fet)
  - Не пой, красавица „Singe mir nicht, du Schöne“ (A. S. Puschkin)
  - Уж ты, нива моя „Oh Du mein Feld“ (L. N. Tolstoi)
  - Давно ль, мой друг „Wie lange, mein Freund“ (A. A. Golenischew-Kutusow)
- Op. 5, Fantasie Tableaux (Suite Nr. 1) für zwei Klaviere (1893)
- Op. 6, Zwei Stücke für Violine und Klavier (1893)
  - Romance
  - Danse hongroise
- Op. 7, Der Fels, Fantasie für Orchester (1893)
- Op. 8, Sechs Lieder mit Klavierbegleitung (1893)
- Op. 9, Trio Élégiaque in d-Moll (1893)
- Op. 10, Morceaux de Salon (1893/4)
  - Nr. 1 Nocturne a-Moll
  - Nr. 2 Walzer A-Dur
  - Nr. 3 Barcarole g-Moll
  - Nr. 4 Melodie e-Moll
  - Nr. 5 Humoresque G-Dur (auch überarbeitete Version 1940)
  - Nr. 6 Romanze E-Dur
  - Nr. 7 Mazurka Des-Dur
- Op. 11, Sechs Stücke für Klavier zu vier Händen (1894)
  - Nr. 1 Barcarole g-Moll
  - Nr. 2 Scherzo D-Dur
  - Nr. 3 Russisches Lied h-Moll
  - Nr. 4 Walzer A-Dur
  - Nr. 5 Romanze c-Moll
  - Nr. 6 Slava/Der Ruhm C-Dur
- Op. 12, Caprice Bohémien (1894)
- Op. 13, Symphonie Nr. 1 d-Moll (1895)
- Op. 14, Zwölf Lieder mit Klavierbegleitung (1896)
- Op. 15, Sechs Chöre für Frauen- oder Kinderchor mit Klavierbegleitung (1895)
- Op. 16, Sechs Moments Musicaux (1896)
  - Nr. 1 Andantino b-Moll
  - Nr. 2 Allegretto es-Moll (auch überarbeitete Version 1940)
  - Nr. 3 Andante cantabile h-Moll
  - Nr. 4 Presto e-Moll
  - Nr. 5 Adagio sostenuto Des-Dur
  - Nr. 6 Maestoso C-Dur
- Op. 17, Suite Nr. 2 für zwei Klaviere (1901)
- Op. 18, Klavierkonzert Nr. 2 c-Moll (1901)
- Op. 19, Sonate für Violoncello und Klavier (1901)
- Op. 20, Vesna/Der Frühling, Kantate für Bariton, Chor und Orchester (1902)
- Op. 21, Zwölf Lieder mit Klavierbegleitung (1902)
- Op. 22, Variationen über ein Thema von Chopin für Klavier c-Moll (1903)
- Op. 23, Zehn Préludes für Klavier (1903)
  - Nr. 1 fis-Moll
  - Nr. 2 B-Dur
  - Nr. 3 d-Moll
  - Nr. 4 D-Dur
  - Nr. 5 g-Moll
  - Nr. 6 Es-Dur
  - Nr. 7 c-Moll
  - Nr. 8 As-Dur
  - Nr. 9 es-Moll
  - Nr. 10 Ges-Dur
- Op. 24, Der geizige Ritter, einaktige Oper (1903-5)
- Op. 25, Francesca da Rimini, einaktige Oper (1900-5)
- Op. 26, Fünfzehn Lieder mit Klavierbegleitung (1906)
- Op. 27, Symphonie Nr. 2 e-Moll (1906)
- Op. 28, Sonate für Klavier Nr. 1 d-Moll (1908)
- Op. 29, Die Toteninsel symphonische Dichtung a-Moll (1909)
- Op. 30, Klavierkonzert Nr. 3 d-Moll (1909)
- Op. 31, Liturgie des Hl. Johannes Chrysostomos für Chor a cappella (1910)
- Op. 32, Dreizehn Préludes (1910)
  - Nr. 1 C-Dur
  - Nr. 2 b-Moll
  - Nr. 3 E-Dur
  - Nr. 4 e-Moll
  - Nr. 5 G-Dur
  - Nr. 6 f-Moll
  - Nr. 7 F-Dur
  - Nr. 8 a-Moll
  - Nr. 9 A-Dur
  - Nr. 10 h-Moll
  - Nr. 11 H-Dur
  - Nr. 12 gis-Moll
  - Nr. 13 Des-Dur
- Op. 33, Études-Tableaux (1911)
  - Nr. 1 f-Moll
  - Nr. 2 C-Dur
  - Nr. 3 c-Moll (von Boosey & Hawkes seit 1969 wieder eingefügt)
  - (die ursprünglich vorgesehene Nr. 4 ist als op 39/6 erschienen)
  - Nr. 5 d-moll (von Boosey & Hawkes seit 1969 wieder eingefügt)
  - Nr. 6 es-Moll
  - Nr. 7 Es-Dur
  - Nr. 8 g-Moll
  - Nr. 9 cis-Moll
- Op. 34, Vierzehn Lieder mit Klavierbegleitung (1912)
  - Muza „Die Muse“ (Pushkin)
  - V dushe u kazhdogo iz nas „In der Seele eines jeden von uns“ (A. Korinfsky)
  - Burya „Der Sturm“ (Pushkin)
  - Veter perelyotnïy „Fliegender Wind“ (Bal'mont)
  - Arion (Pushkin)
  - Voskresheniye Lazarya „Die Auferstehung des Lazarus“ (Khomyakov)
  - Ne mozhet bït' „Es kann nicht sein“ (A. Maykov) (1910, überarbeitet 1912)
  - Muzïka „Die Musik“ (Ya. Polonsky)
  - Tï znal yego „Du kanntest ihn“ (Tyutchev)
  - Sey den', ya pomnyu „An diesen Tag erinnere ich mich“ (Tyutchev)
  - Obrochnik „Der Bauer“ (Fet)
  - Kakoye schast'ye „Welches Glück“ (Fet)
  - Dissonans „Missklang“ (Polonsky)
  - Vocalise
- Op. 35, Die Glocken (1913)
- Op. 36, Sonate für Klavier Nr. 2 b-Moll (1913) (auch überarbeitete Version 1931)
- Op. 37, Ganznächtliche Vigil (Das große Abend- und Morgenlob) (1915)
- Op. 38, Sechs Lieder mit Klavierbegleitung (1916)
- Op. 39, Études-Tableaux (1916)
  - Nr. 1 c-Moll
  - Nr. 2 a-Moll
  - Nr. 3 fis-Moll
  - Nr. 4 h-Moll
  - Nr. 5 es-Moll
  - Nr. 6 a-Moll (die ursprüngliche Fassung von 1911 war als op. 33/4 vorgesehen)
  - Nr. 7 c-Moll
  - Nr. 8 d-Moll
  - Nr. 9 D-Dur
- Op. 40, Klavierkonzert Nr. 4 g-Moll (1926)
- Op. 41, Drei russische Lieder für Chor und Orchester (1926)
- Op. 42, Variationen über ein Thema von Corelli für Klavier d-Moll (1931)
- Op. 43, Rhapsodie über ein Thema von Paganini für Klavier und Orchester a-Moll (1934)
- Op. 44, Symphonie Nr. 3 a-Moll (1936)
- Op. 45, Sinfonische Tänze (1940)

## Werkliste ohne Opuszahl

### Chorwerke
- Deus meus, sechstimmiger Kanon a cappella (1890)
- В молитвах неусыпающую Богородицу „Die in Fürbitten unermüdliche Gottesgebärerin“, für gemischten Chor a cappella (1883)
- Хор духов из поэмы Дон Жуан „Chor der Geister für Don Juan“,  für gemischten Chor a cappella (1884)
- Пантелей целитель  „Pantelej der Heiler“, für gemischten Chor a cappella (1900)